# Herfst (Van Logteren)
Herfst is een beeld dat tentoongesteld wordt in de museumtuin van Rijksmuseumtuinen in Amsterdam gemaakt door (het atelier van) Ignatius van Logteren in een periode rond 1730.
De herfst wordt hier verbeeld door een vrouwfiguur in de vorm van een bacchante, een volgelinge van Bacchus. De figuur staat met haar rechterbeen plat op de voet op de onderliggende plint; het linkerbeen is gebogen zodat zij daar alleen steunt op de linkertenen, tussen tenen en plint bevindt zich het uiteinde van haar mantel. In haar rechterhand had ze een druiventros, maar die arm is afgebroken en verdwenen. Met de linkerhand houdt ze kleding vast. Die kleding zit los om haar lichaam geslagen en laat de linkerborst bloot. Op de linker bovenarm is een band zichtbaar. De vrouwfiguur kijkt met haar lokken enigszins links voor zich uit. 
De weergave is in Bentheimer zandsteen op een plint van 47 bij 33 centimeter; het weegt rond de 385 kilogram. Het beeld is in 1888 aan het Rijksmuseum geschonken door mevrouw Sophia Adriana de Bruijn; het heeft daarvoor in het doolhof van het Museum Het Broekerhuis gestaan.  